# الشرطة في قطر
الشرطة في قطر هي الجهاز الأمني الرسمي المسؤول عن حفظ الأمن والنظام العام داخل دولة قطر، وتتبع وزارة الداخلية القطرية. تُعد الشرطة العمود الفقري لمنظومة الأمن الداخلي في البلاد، وتضطلع بمهام متعددة تشمل مكافحة الجريمة، تنظيم المرور، حماية الممتلكات والأفراد، الحفاظ على النظام العام، وضمان سلامة المجتمع القطري، بالإضافة إلى المشاركة في خطط الطوارئ والإغاثة.

## التاريخ والتطور
بدأ تأسيس الشرطة في قطر بشكل منظم مع بداية تطور الدولة الحديثة في منتصف القرن العشرين، حيث كان التركيز الأساسي على تأمين المناطق الحضرية وحماية المجتمع من الجريمة. مع مرور الوقت، تطورت الشرطة القطرية بشكل ملحوظ من حيث التنظيم والهيكل، وشهدت تحديثات كبيرة في المعدات والتقنيات التي تستخدمها، فضلًا عن تطوير كوادرها البشرية من خلال التدريب المتخصص والتعاون الدولي.
في السنوات الأخيرة، تحولت الشرطة القطرية إلى قوة أمنية متقدمة تستخدم أحدث التقنيات العالمية، مما ساعد على تقليل معدلات الجريمة وتعزيز الأمن الوطني، خاصة مع استضافة قطر لفعاليات رياضية دولية كبيرة مثل كأس العالم 2022، والتي تطلبت جهودًا أمنية مكثفة ومتطورة.

## الهيكل التنظيمي والتنظيم الإداري
تتكون الشرطة في قطر من عدة إدارات متخصصة، كل منها مكلف بمجموعة من المهام الأمنية: الإدارة العامة للأمن الجنائي تقوم بالتحقيق في الجرائم الجنائية المختلفة من سرقات، اعتداءات، جرائم منظمة، وحوادث، وتعمل على جمع الأدلة وتقديم الجناة للعدالة ، الإدارة العامة للمرور مسؤولة عن تطبيق قوانين المرور، تنظيم حركة المركبات، وتقليل الحوادث المرورية من خلال التوعية ومراقبة الطرق ، الإدارة العامة للدوريات والنجدة تقدم خدمات الطوارئ والاستجابة السريعة للحوادث الأمنية والمرورية والطبية، وتعمل على تأمين الفعاليات والمناسبات ، الإدارة العامة للأمن الداخلي تعنى بمكافحة التهديدات الأمنية مثل الإرهاب، التجسس، والجرائم المنظمة التي قد تهدد الاستقرار الوطني ، الإدارة العامة لمكافحة الجرائم الإلكترونية تعنى بمراقبة الشبكة الإلكترونية، مكافحة القرصنة، الاحتيال الإلكتروني، وحماية البيانات الخاصة بالمواطنين ، الإدارة العامة للخدمات الاجتماعية تعمل على تعزيز العلاقة بين الشرطة والمجتمع من خلال برامج التوعية والتثقيف الأمني. بالإضافة إلى وحدات أخرى متخصصة في حماية المنشآت الحيوية، مكافحة المخدرات، وحفظ الأمن في المنافذ الحدودية والمطارات.

## المهام والوظائف الرئيسية
تمارس الشرطة في قطر دورًا متكاملاً في حفظ الأمن وتحقيق الاستقرار الاجتماعي، وتشمل مهامها: حفظ النظام العام ومكافحة كافة أشكال الجريمة بمختلف أنواعها، سواء الجرائم العادية أو الجرائم المنظمة ، تنظيم حركة المرور وإدارة تدفق المركبات، مع التركيز على التوعية المرورية للحد من الحوادث والوفيات ، تقديم خدمات الطوارئ والإغاثة، حيث تعمل فرق الشرطة مع الجهات الصحية والدفاع المدني في حالات الكوارث والحوادث الكبرى ، التحقيق الجنائي وجمع الأدلة، وتحليل المعلومات لضبط مرتكبي الجرائم وتقديمهم للعدالة ، مكافحة الجرائم الإلكترونية الحديثة التي أصبحت تهديدًا متزايدًا للأمن الوطني ، حماية المنشآت الحيوية والأهداف الاستراتيجية، بما في ذلك المنشآت النفطية، المرافق الحكومية، والمطارات ، وتعزيز الأمن المجتمعي من خلال مبادرات الشرطة المجتمعية التي تهدف لبناء الثقة بين الشرطة والمواطنين والمقيمين.

## التدريب والتطوير المهني
تولي الشرطة القطرية أهمية كبرى لتطوير مهارات أفرادها من خلال برامج تدريبية مستمرة داخل قطر وخارجها، بالتعاون مع دول أخرى ومؤسسات دولية متخصصة في الأمن. تشمل هذه البرامج التدريب على أحدث أساليب التحقيق، مكافحة الإرهاب، استخدام التكنولوجيا الحديثة، والتعامل مع الحالات الإنسانية والمعقدة.

## التعاون الدولي والإقليمي
تشارك الشرطة القطرية بشكل فعال في التعاون الأمني مع دول مجلس التعاون الخليجي، بالإضافة إلى التعاون مع المنظمات الدولية مثل الإنتربول واليوروبول، لتبادل المعلومات الأمنية والتصدي للجرائم العابرة للحدود مثل الإرهاب، الاتجار بالمخدرات، والجرائم الإلكترونية.

## التكنولوجيا والابتكار في العمل الشرطي
تستخدم الشرطة القطرية مجموعة واسعة من التقنيات الحديثة، بما في ذلك كاميرات المراقبة الذكية ونظم التحليل بالفيديو المدعومة بالذكاء الاصطناعي لتعزيز المراقبة الأمنية ، تطبيقات الهواتف الذكية التي تسمح بالإبلاغ عن الجرائم والطوارئ بسرعة وسهولة ، الطائرات بدون طيار (الدرون) في عمليات المراقبة وتقييم الأوضاع الطارئة ، ونظم إدارة البيانات والتحليل الأمني التي تساعد في اتخاذ القرارات الاستراتيجية وتحسين كفاءة العمل.

## التحديات الأمنية المستقبلية
مع التطور السريع والتغيرات الاجتماعية والاقتصادية التي تشهدها قطر، تواجه الشرطة عدة تحديات مستقبلية، من أبرزها زيادة الحاجة إلى مكافحة الجرائم الإلكترونية المتطورة والاحتيال الرقمي، والتعامل مع التهديدات الأمنية الجديدة المتعلقة بالإرهاب والتطرف، إضافةً إلى ضرورة الحفاظ على الأمن وسط النمو السكاني الكبير وتوسع البنية التحتية، فضلًا عن أهمية تعزيز العلاقة مع المجتمع لتحقيق تعاون أكبر في مجال الأمن. وتعمل الشرطة القطرية على مواجهة هذه التحديات من خلال تحديث استراتيجياتها، والاستثمار في التكنولوجيا، وتعزيز التدريب المستمر